# Epsilon Cancri
Epsilon Cancri (ε Cnc, Meleph) – gwiazda w gwiazdozbiorze Raka. Jest odległa od Słońca o około 587 lat świetlnych.

## Nazwa
Gwiazda ta ma tradycyjną nazwę Meleph, która wywodzi się od arabskiego ‏مـالـف‎ Ma᾽laf, co jest tłumaczeniem greckiego Φάτνη oznaczającego „żłób”. Nazwa ta, podobnie jak oznaczenie Bayera Epsilon Cancri, pierwotnie odnosiła się do całej Gromady Żłóbek, której członkiem jest ta gwiazda. Międzynarodowa Unia Astronomiczna w 2017 roku formalnie zatwierdziła użycie nazwy Meleph dla określenia tej gwiazdy.

## Charakterystyka

Położenie gromady M 44 w gwiazdozbiorze Raka

Epsilon Cancri jest sklasyfikowana jako olbrzym należący do typu widmowego A. Jest to gwiazda spektroskopowo podwójna. Składniki orbitują wokół wspólnego środka masy w okresie 35,202 ± 0,033 doby, mimośród jest równy 0,32 ± 0,04. Stosunek mas składników to 0,92, zatem są to podobne gwiazdy. Składników nie rozdzielono metodami interferometrii plamkowej ani podczas zakrycia gwiazdy.
Gwiazda ta jest członkiem gromady otwartej, więc ma na niebie wielu sąsiadów. Washington Double Star Catalog wymienia gwiazdę HD 73711 jako towarzyszkę Epsilon Cancri; gwiazda ta ma obserwowaną wielkość gwiazdową 7,5m, na niebie dzieli ją od ε Cnc odległość 134 sekund kątowych (pomiar z 2015 r.).